# 153301 Alissamearle
153301 Alissamearle este o planetă minoră (asteroid) din centura de asteroizi. A fost descoperită pe 25 martie 2001 la Observatorul Național Kitt Peak de Marc Buie⁠(d). 
Obiectul prezintă o orbită caracterizată de o semiaxă mare de 3,1188217921619 UAi, o excentricitate de 0,11842790990077, o înclinație de 5,4189978652327 ° în raport cu ecliptica.